# چهارطاقی گورستان
چهارطاقی گورستان مربوط به دوره پهلوی است و در شهرستان اردکان، روستای ترک آباد، ضلع شمالی قبرستان واقع شده و این اثر در تاریخ ۲۴ اسفند ۱۳۸۳ با شمارهٔ ثبت ۱۱۵۱۱ به‌عنوان یکی از آثار ملی ایران به ثبت رسیده است.